# Archaeornithes
Archaeornithes — вимерлий підклас примітивних птахів. Ці птахи жили у кінці юрського та на початку крейдяного періодів. Вони володіли примітивними рептилійними ознаками, зокрема текодонтними зубами на щелепах, кігтями на крилах, невеликим кілем та довгим рептилійним хвостом. На початку 20 ст у підклас включали усіх ранніх птахів, включаючи енанціорнісових та гесперорнісових.. Поступово таксон вийшов із ужитку і лише у 2007 році термін був відновленний для позначення групи, до якої входять ряди Archaeopterygiformes та Confuciusornithiformes.